# International Race of Champions
L'IROC (International Race of Champions) est une compétition automobile sur invitation réunissant des pilotes issus de diverses catégories.

## Historique
Créée en 1973, la vocation d'origine de l'IROC était de faire s'affronter, sur un championnat de quelques courses, les meilleurs pilotes des principales disciplines internationales (IndyCar, NASCAR, Formule 1, Sports-Prototypes). Exclusivement organisée aux États-Unis, l'IROC a eu au fil des ans de plus en plus de difficultés à attirer les pilotes des championnats « étrangers » (et notamment de la Formule 1).
À partir des années 1980, l'IROC s'est surtout limitée à une lutte entre pilotes des championnats américains. Compte tenu des voitures utilisées (de type « stock-car »), la grande majorité des succès est revenue à des pilotes de NASCAR.
En raison de difficultés financières, l'IROC n'a pas été organisée en 2007. Les organisateurs décident finalement de vendre aux enchères les biens de la compétition en 2008.

## Palmarès

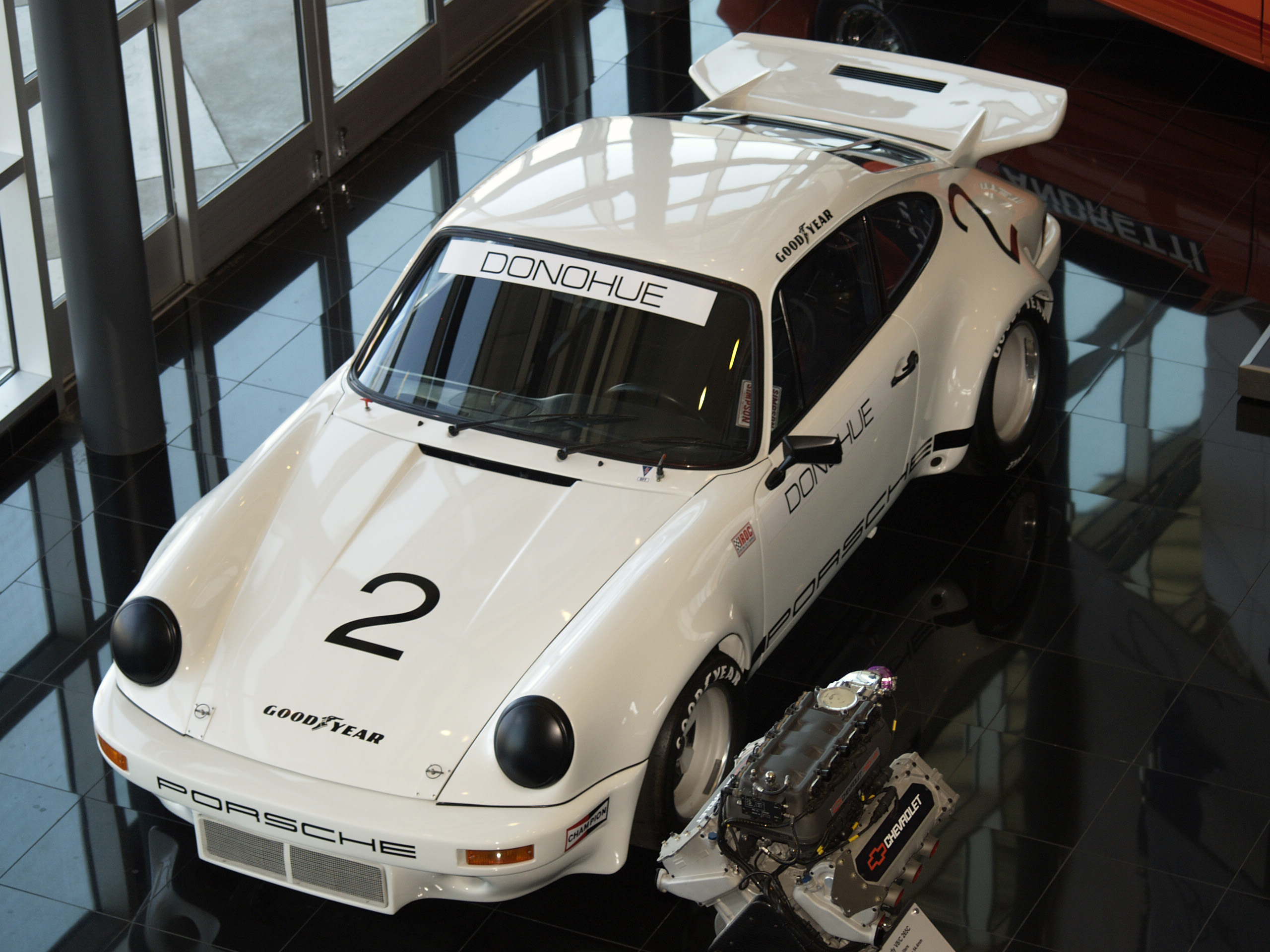
Porsche Carrera RSR de Donohue, utilisée pour la première édition.

| Édition | Année | Vainqueur       | Voiture             | Championnat d'origine |
| I       | 1974  | Mark Donohue    | Porsche Carrera RSR | SCCA (Can-Am)         |
| II      | 1975  | Bobby Unser     | Chevrolet Camaro    | USAC (IndyCar)        |
| III     | 1976  | A.J. Foyt       | Chevrolet Camaro    | USAC (IndyCar)        |
| IV      | 1977  | A.J. Foyt       | Chevrolet Camaro    | USAC (IndyCar)        |
| V       | 1978  | Al Unser        | Chevrolet Camaro    | USAC (IndyCar)        |
| VI      | 1979  | Mario Andretti  | Chevrolet Camaro    | FIA (Formule 1)       |
| VII     | 1980  | Bobby Allison   | Chevrolet Camaro    | NASCAR (Winston Cup)  |
| VIII    | 1984  | Cale Yarborough | Chevrolet Camaro    | NASCAR (Winston Cup)  |
| IX      | 1985  | Harry Gant      | Chevrolet Camaro    | NASCAR (Winston Cup)  |
| X       | 1986  | Al Unser Jr.    | Chevrolet Camaro    | CART (IndyCar)        |
| XI      | 1987  | Geoffrey Bodine | Chevrolet Camaro    | NASCAR (Winston Cup)  |
| XII     | 1988  | Al Unser Jr.    | Chevrolet Camaro    | CART (IndyCar)        |
| XIII    | 1989  | Terry Labonte   | Chevrolet Camaro    | NASCAR (Winston Cup)  |
| XIV     | 1990  | Dale Earnhardt  | Dodge Daytona       | NASCAR (Winston Cup)  |
| XV      | 1991  | Rusty Wallace   | Dodge Daytona       | NASCAR (Winston Cup)  |
| XVI     | 1992  | Ricky Rudd      | Dodge Daytona       | NASCAR (Winston Cup)  |
| XVII    | 1993  | Davey Allison   | Dodge Daytona       | NASCAR (Winston Cup)  |
| XVIII   | 1994  | Mark Martin     | Dodge Avenger       | NASCAR (Winston Cup)  |
| XIX     | 1995  | Dale Earnhardt  | Dodge Avenger       | NASCAR (Winston Cup)  |
| XX      | 1996  | Mark Martin     | Pontiac Trans Am    | NASCAR (Winston Cup)  |
| XXI     | 1997  | Mark Martin     | Pontiac Trans Am    | NASCAR (Winston Cup)  |
| XXII    | 1998  | Mark Martin     | Pontiac Trans Am    | NASCAR (Winston Cup)  |
| XXIII   | 1999  | Dale Earnhardt  | Pontiac Trans Am    | NASCAR (Winston Cup)  |
| XXIV    | 2000  | Dale Earnhardt  | Pontiac Trans Am    | NASCAR (Winston Cup)  |
| XXV     | 2001  | Bobby Labonte   | Pontiac Trans Am    | NASCAR (Winston Cup)  |
| XXVI    | 2002  | Kevin Harvick   | Pontiac Trans Am    | NASCAR (Busch Series) |
| XXVII   | 2003  | Kurt Busch      | Pontiac Trans Am    | NASCAR (Winston Cup)  |
| XXVIII  | 2004  | Matt Kenseth    | Pontiac Trans Am    | NASCAR (Nextel Cup)   |
| XXIX    | 2005  | Mark Martin     | Pontiac Trans Am    | NASCAR (Nextel Cup)   |
| XXX     | 2006  | Tony Stewart    | Pontiac Trans Am    | NASCAR (Nextel Cup)   |